# Since I've Been Loving You (Led Zeppelin)
Since I've Been Loving You is een nummer van de Engelse rockband Led Zeppelin. Het is het vierde nummer van hun derde studioalbum Led Zeppelin III uit 1970.

## Compositie en opname
Since I've Been Loving You was door Led Zeppelin al verschillende malen live uitgevoerd, nog voordat de opnamesessies voor Led Zeppelin III begonnen waren. Ondanks dat, was het volgens gitarist Jimmy Page het moeilijkse nummer om op te nemen.
Bassist John Paul Jones speelde in het nummer op een hammondorgel waarbij hij de baspedalen van het orgel gebruikte als vervanging voor de basgitaar. Drummer John Bonham’s basspedaal maakte tijdens de opname een piepend geluid, iets dat later bij de samenstelling van de eerste Led Zeppelin Boxset (1990) geconstateerd werd.
Page:

Het enige probleem dat ik tegenkwam bij de samenstelling van de eerste boxed set, was een vreselijk piepend bassdrumpedaal op "Since I've Been Loving You". Het klonk steeds luider hoe vaker ik er naar luisterde. Dat was toen duidelijk over het hoofd gezien. 

De, door zanger Robert Plant geschreven tekst van het nummer, vertoont aan het begin sterke overeenkomsten met het nummer "Never" uit 1968 van de Amerikaanse rockband Moby Grape. Plant liet zich bij het schrijven ook inspireren door het nummer "Mean Mistreatin’ Mama" uit 1961 van de Amerikaanse bluesgitarist en zanger, Elmore James.

## Recensies
De Amerikaanse muziekproducent Rick Rubin zei over het nummer:

Ze beginnen het nummer met, wat wij beschouwen als zwarte blues, en dan maken ze er een extreem blank iets van. Dat zou een echte bluesman nooit doen, omdat dat "niet cool" is.

In het Amerikaanse tijdschrift Rolling Stone, schreef journalist Lester Bangs dat Since I've Been Loving You het typische voorbeeld was van de "verplichte langzame en dodelijk saaie bluesjam van zeven minuten".
Een positieve recensie kwam er van de Amerikaanse muziekjournalist Robert Christgau die in de New Yorkse krant Newsday schreef, dat hij het nummer beschouwde als "de ultieme powerblues".
De Amerikaanse gitarist Joe Satriani zei ooit over het nummer:

"Since I've Been Loving You" was het perfecte voorbeeld van het verwerken van een bluesstructuur naar iets wat van jezelf wordt. In plaats van iets te kopiëren, braken ze geëffende paden open. Ik vind het geweldig dat Page er altijd maar weer voor wilde gaan. Andere gitaristen hebben misschien een betere techniek, maar wat Page deed zou dat altijd overtroeven omdat de kracht waarmee hij speelde zo overweldigend was. Want wat hij ook maar deed, zou een nieuwe techniek worden.

Geluidstechnicus Terry Manning die meewerkte aan de totstandkoming van Led Zeppelin III, noemde de gitaarsolo in het nummer, "de beste ooit".

## Live-uitvoeringen
Since I've Been Loving You was vanaf 1970 tot en met 1980 een vast onderdeel van de setlist tijdens concerten van Led Zeppelin. De eerste live-uitvoering van het nummer was op 7 januari 1970 tijdens een optreden in de Birmingham Town Hall in Birmingham. Dit optreden was onderdeel van de concerttour door Groot-Brittannië (7 januari-17 februari). De laatste live-uitvoering, met Page, Plant, Jones en Bonham, dateert van 7 juli 1980 in de Eissporthalle in Berlijn in Duitsland. Later dat jaar, op 25 september, kwam drummer John Bonham op 32-jarige leeftijd op tragische wijze om het leven.
De meest recente live-uitvoering was op 10 december 2007 tijdens het herdenkingsconcert voor Ahmet Ertegün in de O2 Arena in Londen, met John Bonham’s zoon, Jason Bonham op drums.

### Live-uitvoeringen op albums
- BBC Sessions (1997), opgenomen op 1 april 1971 in het Paris Theatre in Londen.
- How the West Was Won (2003), opgenomen op 27 juni 1972 in de Long Beach Arena in Long Beach in Californië.
- Op de heruitgave in 2007 van het livealbum The Song Remains the Same, opgenomen in 1973 tijdens de concertreeks in Madison Square Garden in New York.

### Andere live-versie
- Page and Plant namen het nummer in 1994 op voor hun livealbum No Quarter: Jimmy Page and Robert Plant Unledded.

### Film/Dvd-versies
- The Song Remains the Same (1976).
- Led Zeppelin DVD (2003).

## Cover-versies
Since I've Been Loving You is door diverse artiesten gecoverd. De bekendste zijn:

| Artiest            | Album                                                               | Jaar |
| ------------------ | ------------------------------------------------------------------- | ---- |
| Jason Bonham Band  | In the Name of My Father – The Zepset – Live from Electric Ladyland | 1997 |
| Great White        | Great Zeppelin - A Tribute to Led Zeppelin                          | 1999 |
| Otis Clay          | Whole Lotta Blues: Songs Of Led Zeppelin                            | 1999 |
| Corinne Bailey Rae | (cd-single) Put Your Records On                                     | 2006 |
| Europe             | Almost Unplugged                                                    | 2008 |
| Dream Theater      | Official Bootleg: Uncovered 2003–2005                               | 2009 |

## NPO Radio 2 Top 2000
| Nummer met noteringen in de NPO Radio 2 Top 2000 | '16 | '17 | '18  | '19  | '20  | '21  | '22  | '23  | '24  |
| ------------------------------------------------ | --- | --- | ---- | ---- | ---- | ---- | ---- | ---- | ---- |
| Since I've Been Loving You                       | 921 | 855 | 1007 | 1052 | 1122 | 1225 | 1259 | 1304 | 1385 |

1. ↑  Een vetgedrukt getal geeft de hoogste notering aan.
2. ↑  2016 was het eerste jaar met een notering voor dit nummer.